# Fontaine-le-Puits
Fontaine-le-Puits là một xã thuộc tỉnh Savoie trong vùng Rhône-Alpes ở đông nam nước Pháp. Xã này nằm ở khu vực có độ cao từ 536-1672 mét trên mực nước biển.